# Lugnez
Lugnez (toponimo francese) è un ex comune svizzero di 186 abitanti del Canton Giura, nel distretto di Porrentruy.

## Monumenti e luoghi d'interesse

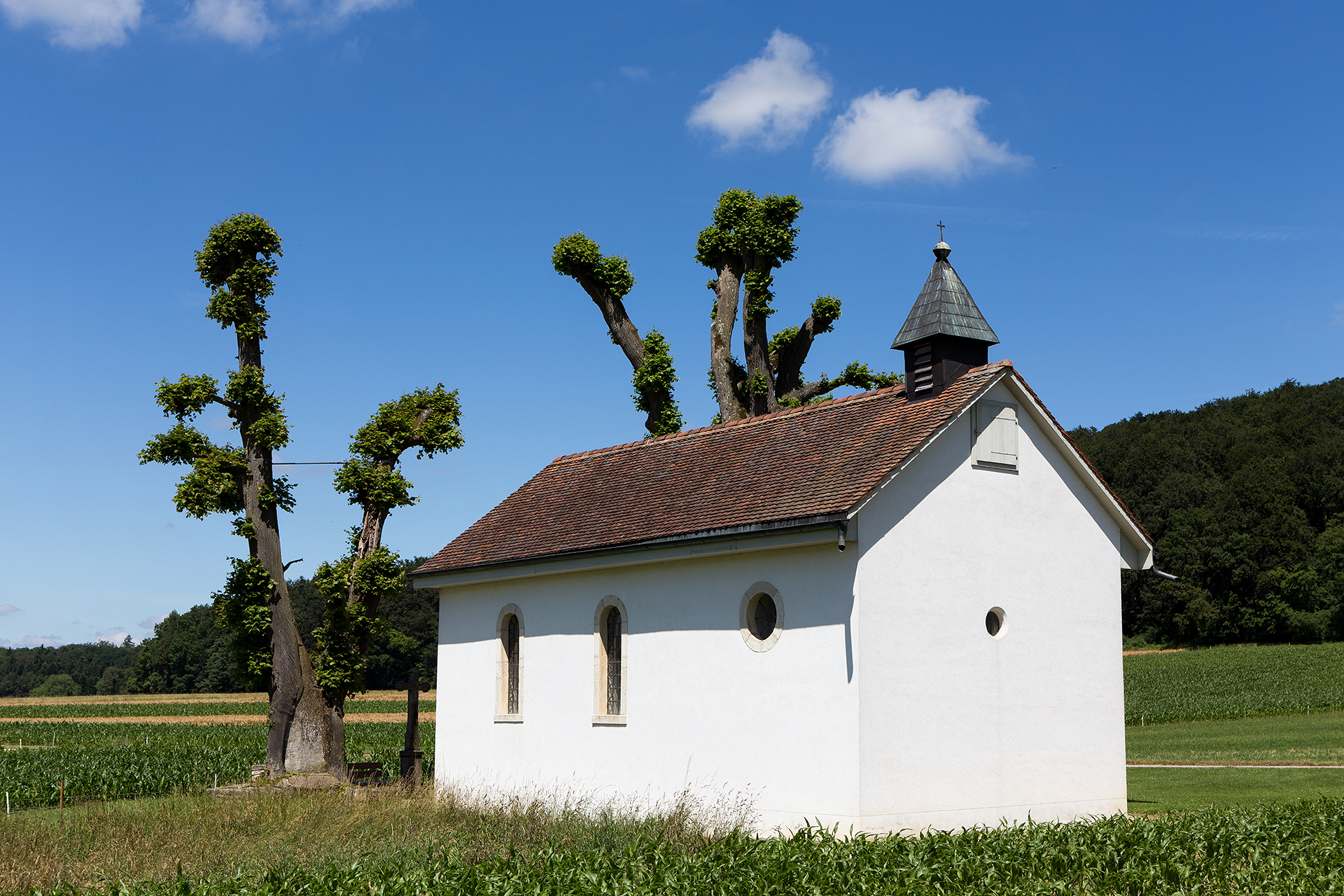
La cappella di Sant'Imerio

- Cappella cattolica di Sant'Imerio, ricostruita nel 1700, nel 1830 e nel 1873[1].

## Società

### Evoluzione demografica
L'evoluzione demografica è riportata nella seguente tabella:
Abitanti censiti

## Amministrazione
Dal 1836 comune politico e comune patriziale sono uniti nella forma del commune mixte.